# Село Велика Јежевица, борци пали у ратовима од 1912. до 1918. године
Списак бораца из села Велика Јежевица, Општина Пожега, погинулих и умрлих у Балканским и Првом светском рату преузет је из књиге „Пожега и околина”, објављене 1978. године.
Подаци за подручје Пожеге прикупљани су у периоду 1976–1977. године преко матичних књига умрлих, спомен-плоча, крајпуташа, као и разговора са преживелим борцима и појединим грађанима који су по сећању могли да дају податке, уз напомену да спискови могуће да нису потпуни, због временске дистанце и недостатка поузданих извора.

## Списак
1. Аксентијевић Александар
2. Арсић Војислав
3. Арсић Живко
4. Арсић Бошко
5. Арсић Вукашин
6. Арсић Исидор
7. Богићевић Радоје
8. Богићевић Радојица
9. Богићевић Александар
10. Богићевић Благоје
11. Делић Никифор
12. Делић Глигорије
13. Делић Павле
14. Делић Влајисав
15. Делић Миленко
16. Делић Рајко
17. Делић Милош
18. Делић Љубомир
19. Делић Теофило
20. Делић Средоје
21. Делић Витомир
22. Деспотовић Никола
23. Деспотовић Милорад
24. Ђоковић Будимир
25. Ђоковић Теофило
26. Ђоковић Чедомир
27. Ђурић Светислав
28. Ђурић Сретен - Страјин
29. Ђурић Петар
30. Ђурић Војин
31. Ђурић Новко
32. Ђурић Милосав
33. Јелић Гвозден
34. Јелић Драгутин
35. Јелић Станоје
36. Јелић Тијосав
37. Јелић Велимир
38. Јелић Марко
39. Јелић Добросав
40. Јелић Никола
41. Јовановић Никифор
42. Јованић Ивко
43. Јованић Војислав
44. Јованић Властимир
45. Јованић Павле
46. Лазаревић Марко
47. Лазаревић Будимир
48. Лазаревић Маринко
49. Марковић, Зарија
50. Марковић Чедомир
51. Марковић Милун
52. Марковић Перко
53. Марковић Божидар
54. Матовић Бошко
55. Матовић Пантелија
56. Матовић Јовица
57. Матовић Ратко
58. Матовић Марко
59. Матовић Владимир
60. Матовић Љубомир
61. Матовић Димитрије
62. Матовић Миломир
63. Матовић Нинко
64. Матовић Милан
65. Матовић Комнен
66. Мијајиловић Крсман
67. Мијајиловић Војимир
68. Милетић Миленко
69. Милетић Јовица
70. Милетић Цветко
71. Милетић Драгутин
72. Петровић Будимир
73. Петровић Рајко
74. Петровић Милан
75. Петровић Драго[1]